# Daiki Goto
Daiki Goto (後藤 大輝 Goto Daiki?), född 14 juni 1996 i Saitama prefektur, är en japansk fotbollsspelare.
Goto började sin karriär 2019 i Giravanz Kitakyushu.